# Supercoppa del Belgio 2005
La Supercopa del Belgio 2005 (in francese Supercoupe de Belgique, in fiammingo Belgische Supercup) è la 26ª edizione della Supercoppa del Belgio di calcio.
La partita fu disputata dal Club Bruges, vincitore del campionato, e dal Beerschot, vincitore della coppa nazionale.
L'incontro si giocò il 30 luglio 2005 e fu vinto dal Club Bruges, al suo tredicesimo titolo.

## Tabellino
| Arbitro: | Serge Gumienny |

|                                |                      |                                    |
| Balaban 36’                    | Marcatori            | 60’ Messoudi                       |
| Balaban Klukowski De Cock Leko | Tiri di rigore 4 – 2 | Monteyne Chimedza De Decker Öztürk |